# Сокол, Алойз
Алойз Сокол (венг. Alajos Szokolyi, словац. Alojz Sokol; 19 июня 1871, Гронец, Словакия — 9 сентября 1932, Бернецебарати, Венгрия) — венгерский легкоатлет словацкого происхождения, бронзовый призёр летних Олимпийских игр 1896.
Сокол участвовал в трёх легкоатлетических дисциплинах — бег на 100 м, бег на 110 м с барьерами и тройной прыжок. Лучшим его результатом стало участие в стометровом забеге. В квалификационном забеге, который был 6 апреля, он пришёл вторым, уступив американцу Фрэнсису Лейну, однако он смог пройти в финальную гонку. В решающем забеге, прошедшем 10 апреля, он вместе с Лейном занял третьем место, выиграв бронзовую медаль.
В барьерном беге, он пришёл третьим в отборочной гонке, и не смог пройти в финал. Он уступил британцу Грэдли Гулдинг и французу Францу Рейшелю.
В тройном прыжке, Сокол занял четвёртое место, прыгнув на 11,26 м.